# Amorphophallus sinuatus
Amorphophallus sinuatus är en kallaväxtart som beskrevs av Wilbert Leonard Anna Hetterscheid och Van Dzu Nguyen. Amorphophallus sinuatus ingår i släktet Amorphophallus och familjen kallaväxter. Inga underarter finns listade.